# Iman Essa Jasim
Iman Essa Jasim (née Endurance Essien Udoh le 9 juillet 1997 au Nigeria) est une athlète représentant Bahreïn, spécialiste du sprint.

## Carrière
Iman Essa Jasim dispute le 100 mètres féminin aux Jeux olympiques d'été de 2016.
Elle remporte la médaille d'or du relais 4 × 400 mètres aux Championnats d'Asie d'athlétisme en salle 2016 et la médaille d'or du relais 4 × 100 mètres aux Jeux de la solidarité islamique 2017. Aux Jeux asiatiques de 2018, elle est médaillée d'or du relais 4 × 100 mètres et médaillée d'argent du relais 4 × 400 mètres.